# Río Cidacos (Navarra)
Cidacos o Zidacos (en euskera Zidakos), es un pequeño río , afluente por la margen derecha del río Aragón, que discurre por la Navarra Media oriental.

## Descripción
El río Cidacos nace en la vertiente meridional de la sierra de Alaiz, en la parte alta del norte de la Valdorba, por la confluencia de arroyos como Azpuru, Oricín y Artusia y el barranco de Mairaga, cerca de Mendívil. Después de atravesar Barásoain y Garínoain, recibe el caudal del río Leoz, procedente de la parte oriental de la Valdorba para dirigirse, aguas abajo, hacia la localidad de Pueyo donde vuelve a engrosar su caudal con la afluencia del río Sansoain.  Atraviesa, tras ello, las ciudades de Tafalla y Olite llegando a Beire donde acrecienta su caudal con los aportes de los barrancos Valmayor y San Martín. Poco después atraviesa Pitillas, donde recibe aguas del barranco Pastor, llega a Murillo el Cuende, para desembocar, atravesado Traibuenas, en el río Aragón ya en las cercanías de Caparroso. 
Su aportación media anual es de 48 hm³ en el período 1940-2000. Sobre el antes mencionado barranco de Mairaga se represa en su parte más alta, en el señorío de Bariain, dentro del municipio de Olóriz, en el embalse de Mairaga que abastece de agua potable a las localidades que conforman la Mancomunidad de Mairaga.